# Susan Wright
Susan Wright (* 6. Juli 1963) ist eine US-amerikanische Schriftstellerin.
Susan Wright ist verheiratet, lebt in New York und hat einen Abschluss in Kunstgeschichte. Neben Büchern über Kunst schrieb sie vor allem Romane und Geschichten für die Star-Trek-Buchserie (→ Liste der Star-Trek-Romane).
Seit 2003 schreibt sie auch erotische Literatur, so ihre dreiteilige Slave-Trade-(Sklavenhandel-)Serie. Wright ist Sprecherin der National Coalition for Sexual Freedom, die sich für die Freiheit alternativer sexueller Ausdrucksformen einsetzt.

## Bibliographie

### Slave Trade
- Slave Trade, Pocket Star Books 2003, ISBN 0-7434-5763-3
- Slave Masters, Pocket Star Books 2004, ISBN 0-7434-5764-1
- Slaves Unchained, Pocket Star Books 2005, ISBN 0-7434-5765-X

### Allay
Als S. L. Wright.
- Confessions of a Demon, Roc / New American Library 2009, ISBN 978-1-101-15193-8
- Demon Underground, Roc / New American Library 2010, ISBN 978-0-451-46367-8

### Marja
- To Serve and Submit, Roc / New American Library 2006, ISBN 0-451-46068-5
- A Pound of Flesh, Roc / New American Library 2007, ISBN 0-451-46127-4

### Star Trek

#### The Next Generation
- Sins of Commission, Pocket Books 1994, ISBN 0-671-79704-2
  - Der Mörder des Sli, Heyne 1997, Übersetzer Uwe Anton, ISBN 3-453-11924-X
- The Best and the Brightest, Pocket Books 1998, ISBN 0-671-01549-4

#### Deep Space Nine
- The Tempest, Pocket Books 1997, ISBN 0-671-00227-9

#### Voyager
- Violations, Pocket Books 1995, ISBN 0-671-52046-6
  - Verletzungen, Heyne 1996, Übersetzer Andreas Brandhorst, ISBN 3-453-10913-9

#### Gateways
- One Small Step, Pocket Books 2001, ISBN 0-7434-1854-9
- What Lay Beyond, Pocket Books 2001, ISBN 0-7434-3112-X (Anthologie)
  - von Wright enthalten: One Giant Leap

#### Crossover
- The Badlands 1, Pocket Books 1999, ISBN 0-671-03957-1
  - Die Badlands 1, Heyne 2001, Übersetzer Andreas Brandhorst, ISBN 3-453-18777-6
- The Badlands 2, Pocket Books 1999, ISBN 0-671-03958-X
  - Die Badlands 2, Heyne 2001, Übersetzer Andreas Brandhorst, ISBN 3-453-18781-4
- Dark Passions 1, Pocket Books 2001, ISBN 0-671-78785-3
- Dark Passions 2, Pocket Books 2001, ISBN 0-671-78786-1

### Sachbuch
- Destination Mars: In Art, Myth, and Science, Penguin Studio 1997, ISBN 0-670-86020-4 (mit Jay Barbree und Martin Caidin)